# 2023 au cinéma
L'article 2023 au cinéma répertorie l'ensemble des événements marquants de l'année 2023, dans le domaine du cinéma.
| Années du cinéma : 2020 - 2021 - 2022 - 2023 - 2024 - 2025 - 2026    |
| Décennies du cinéma : 1990 - 2000 - 2010 - 2020 - 2030 - 2040 - 2050 |

## Événements

### 22ePrintemps du cinéma
Comme chaque année, la FNCF a organisé dans les salles française le Printemps du cinéma, 22e édition, se déroulant du 19 au 21 mars. À cette occasion, ce sont 2,35 millions de spectateurs qui se sont déplacés dans les salles obscures, soit « un niveau habituel comme ceux connus depuis sa création ». Si ces chiffres illustrent une progression de 10 % de l'évènement par rapport à 2022, le nombre de tickets vendus reste inférieur de 22 % par rapport à 2019 et de 25 % par rapport à 2018.
Avec 1,15 million d'entrées, les spectateurs se sont essentiellement concentrés sur les séances du dimanche ; les films français ayant réalisé « de jolis scores ».

### 38eFête du cinéma
La Fédération nationale des cinémas français annonce début juin les dates de la 38e Fête du cinéma, qui doit se dérouler du 2 au 5 juillet inclus, dans 6 000 salles à travers la France. Le tarif de cette édition est fixé à 5 euros la séance.

### Box-office France
Selon les estimations du CNC, la fréquentation des salles de cinéma françaises pour le mois d'avril dépasse les 19 millions d'entrées, soit un record depuis 2 ans. Depuis la réouverture des salles de cinéma le 19 mai 2019, c'est la première fois que les chiffres du box-office sont supérieurs à ceux qu'ils étaient avant la crise sanitaire liée au Covid-19.

### Films milliardaires
Après 26 jours d'exploitation, Super Mario Bros. le film devient le premier long-métrage, toutes catégories confondues, à atteindre le palier symbolique du milliard de dollars de recette d'exploitation dans le monde,.
Le film Barbie dépasse également le milliard de recette, et devient ainsi le plus grand succès au box-office pour Warner Bros.

### Grève du cinéma américain
De mai à septembre 2023, les scénaristes américains sont en grève. Ils sont rejoints par leurs collègues acteurs au mois de juillet, et jusqu'en novembre. Ce mouvement social est l'un des plus importants depuis 1960 et bouleverse le calendrier de production et de sorties à Hollywood.

## Festivals
- du 19 au 29 janvier : 39e Festival du film de Sundance ;
- du 27 janvier au 3 février : 45e Festival du court métrage de Clermont-Ferrand ;
- du 16 au 26 février : 73e Berlinale ;
- du 16 au 27 mai : 76e Festival de Cannes ;
- du 30 juin au 10 juillet : 22e Festival international du film fantastique de Neuchâtel 2023
- du 30 août au 9 septembre : 80e Mostra de Venise ;
- du 14 au 22 octobre : 15e Festival Lumière à Lyon ;
- du 15 au 19 novembre : 6e Festival Films Courts de Dinan.

## Récompenses

### Oscars
95e cérémonie des Oscars

### Golden Globes
80e cérémonie des Golden Globes

### César
48e cérémonie des César

## Décès
- 1 février : Carlos Saura, 91 ans, réalisateur et scénariste espagnol
- 10 février : Hugh Hudson, 86 ans, réalisateur britannique
- 15 février : Raquel Welch, 82 ans, actrice américaine
- 3 mars : Tom Sizemore, 61 ans, acteur américain
- 23 mars : Marion Game, 84 ans, actrice française de doublage
- 30 mars : Luc Florian, 71 ans, acteur français de doublage
- 18 mai : Helmut Berger, 78 ans, acteur autrichien
- 1er juin : Guillaume Bats, 36 ans, acteur et humoriste français
- 12 juin : Treat Williams, 71 ans, acteur américain
- 1 juillet : Robert Lieberman, 75 ans, réalisateur, producteur et scénariste américain
- 18 juillet : Jane Birkin, 76 ans, actrice, chanteuse, scénariste britanico-française
- 7 août : William Friedkin, 87 ans, réalisateur américain
- 20 août : Wahid Bouzidi, 45 ans, acteur et humoriste français.
- 7 octobre : Terence Davies, 77 ans, scénariste et réalisateur britannique
- 12 octobre : Jean-Roger Milo, 66 ans, acteur français
- 14 octobre : Piper Laurie, 91 ans, actrice américaine
- 28 octobre : Matthew Perry, 54 ans, acteur américain
- 15 décembre : Guy Marchand, 86 ans, acteur et chanteur français
- 27 décembre : Lee Sun-kyun, 48 ans, acteur sud-coréen

## Films sortis hors des salles
De nombreux films français et étrangers ne sortent pas en salles mais directement sur plateforme de SVOD, de VOD, ou en DVD.
| Sortie française | Titre                                             | Pays                | Réalisation                            | Sortie             |
| ---------------- | ------------------------------------------------- | ------------------- | -------------------------------------- | ------------------ |
| 3 janvier        | La Ruche                                          | Belgique            | Christophe Hermans                     | DVD                |
| 3 janvier        | Diabolik                                          | Italie              | Marco et Antonio Manetti               | DVD                |
| 3 janvier        | Douche                                            | Suède               | Erik Kammerland                        | Netflix            |
| 6 janvier        | The Pale Blue Eye                                 | États-Unis          | Scott Cooper                           | Netflix            |
| 6 janvier        | The Alleys                                        | Jordanie            | Bassel Ghandour                        | Netflix            |
| 6 janvier        | Sodium Day                                        | Afrique du Sud      | Riaz Solker                            | Netflix            |
| 7 janvier        | Plongée mortelle                                  | Belgique            | Hans Herbots                           | Canal VOD          |
| 11 janvier       | Le Bruit de la colère                             | Argentine           | Natalia Beristáin                      | Netflix            |
| 11 janvier       | Illusion                                          | Pologne             | Marta Minorowicz                       | Netflix            |
| 12 janvier       | Avoue, Fletch                                     | États-Unis          | Greg Mottola                           | UniversCiné        |
| 13 janvier       | Chien perdu                                       | États-Unis          | Stephen Herek                          | Netflix            |
| 13 janvier       | The Man on the Other Side                         | Allemagne           | Marcus Lim                             | Netflix            |
| 13 janvier       | Du sang sur la forêt                              | Allemagne           | Torsten C. Fischer                     | Arte               |
| 14 janvier       | The Man with the Answers                          | Chypre              | Stelios Kammitsis                      | UniversCiné        |
| 14 janvier       | Le Chant du rossignol                             | Turquie             | Hakan Algül                            | Disney+            |
| 19 janvier       | Alkhallat+                                        | Arabie saoudite     | Fahad Alammari                         | Netflix            |
| 19 janvier       | Ghodwa                                            | Tunisie             | Dhafer El Abidine                      | Netflix            |
| 19 janvier       | Amour et sortilèges                               | Turquie             | Ümit Ünal                              | UniversCiné        |
| 19 janvier       | Le Landau                                         | Suisse              | Benjamin Dauwe                         | Vidéo à la demande |
| 20 janvier       | Jung E                                            | Corée du Sud        | Yeon Sang-ho                           | Netflix            |
| 20 janvier       | Mission Majnu                                     | Inde                | Shantanu Bagchi                        | Netflix            |
| 20 janvier       | Special Delivery                                  | Corée du Sud        | Park Dae-min                           | Filmo              |
| 21 janvier       | The Post-Truth World                              | Taïwan              | Chén Yì-Fǔ                             | Netflix            |
| 23 janvier       | Narvik                                            | Norvège             | Erik Skjoldbjærg                       | Netflix            |
| 23 janvier       | Carbide                                           | Croatie             | Josip Zuvan                            | UniversCiné        |
| 23 janvier       | Gasman                                            | Allemagne           | Arne Körner                            | Prime Video        |
| 27 janvier       | You People                                        | États-Unis          | Kenya Barris (en)                      | Netflix            |
| 27 janvier       | Shotgun Wedding                                   | États-Unis          | Jason Moore                            | Prime Video        |
| 28 janvier       | 3/4                                               | Bulgarie            | Ilian Metev                            | Arte               |
| 31 janvier       | Inside Ted : Dans la tête du serial killer        | États-Unis          | Amber Sealey                           | DVD                |
|                  |                                                   |                     |                                        |                    |
| 1er février      | Quelque chose d'utile                             | Turquie             | Pelin Esmer                            | Filmo              |
| 1er février      | Molly Johnson                                     | Australie           | Leah Purcell                           | Filmo              |
| 1er février      | Sniper Redemption                                 | États-Unis          | Matt Nable                             | Canal+             |
| 1er février      | Invisibles                                        | Espagne             | Gracia Querejeta                       | Filmo              |
| 1er février      | Les Siamoises                                     | Argentine           | Paula Hernández                        | Filmo              |
| 3 février        | Viking Wolf                                       | Norvège             | Stig Svendsen                          | Netflix            |
| 3 février        | La Jeune fille et la mer                          | Australie           | Sarah Spillane                         | Netflix            |
| 3 février        | Infiesto                                          | Espagne             | Patxi Amezcua                          | Netflix            |
| 3 février        | L'Île de mes démons                               | Pays-Bas            | Michiel Van Erp                        | Netflix            |
| 3 février        | Cactus Flower                                     | Egypte              | Hala Elkoussy                          | Netflix            |
| 3 février        | Kati Kati                                         | Kenya               | Mbithi Masya                           | Netflix            |
| 9 février        | Dear David                                        | Indonésie           | Lucky Kuswandi                         | Netflix            |
| 10 février       | Toi chez moi et vice-versa                        | États-Unis          | Aline Brosh McKenna                    | Netflix            |
| 10 février       | Quelqu'un que j'ai bien connu                     | États-Unis          | Dave Franco                            | Prime Video        |
| 11 février       | Jerry and Marge Go Large                          | États-Unis          | David Frankel                          | Paramount+         |
| 11 février       | Une obsession venue d'ailleurs                    | États-Unis          | Dan Berk et Robert Olsen               | Paramount+         |
| 13 février       | L'Amour puissance dix mille                       | Pologne             | Filip Zylber                           | Netflix            |
| 13 février       | Mr Malcolm's List                                 | Royaume-Uni         | Emma Holly Jones                       | PremiereMax        |
| 13 février       | La Civil                                          | Mexique             | Teodora Ana Mihai                      | Canal+             |
| 13 février       | Thomas le dissident                               | Allemagne           | Andreas Kleinert                       | Arte               |
| 14 février       | Re/Member                                         | Japon               | Eiichirō Hasumi                        | Netflix            |
| 15 février       | On the Line                                       | États-Unis          | Romuald Boulanger                      | Canal+             |
| 16 février       | Mia et moi                                        | Espagne             | Borja de la Vega                       | UniversCiné        |
| 16 février       | Les Minutes noires                                | Mexique             | Mario Muñoz                            | Canal VOD          |
| 16 février       | Not Knowing                                       | Turquie             | Leyla Yilmaz                           | UniversCiné        |
| 16 février       | Trois Vœux pour Cendrillon                        | Norvège             | Cecilie Mosli                          | DVD                |
| 16 février       | OMG! Oh My Girl !                                 | Thaïlande           | Thitipong Kerdtongtawee                | Netflix            |
| 16 février       | The Womb                                          | Indonésie           | Fajar Nugros                           | Netflix            |
| 17 février       | Sharper                                           | États-Unis          | Benjamin Caron                         | Apple TV+          |
| 17 février       | Brian and Charles                                 | États-Unis          | Jim Archer                             | UniversCiné        |
| 17 février       | Unlocked                                          | Corée du Sud        | Kim Tae-joon                           | Netflix            |
| 21 février       | Mad Heidi                                         | Finlande            | Johannes Hartmann et Sandro Klopfstein | DVD                |
| 22 février       | Dans leur ombre                                   | Royaume-Uni         | Nathaniel Martello-White               | Netflix            |
| 22 février       | The Immaculate Room                               | États-Unis          | Mukunda Michael Dewil                  | DVD                |
| 22 février       | La Brigade de Shandong                            | Chine               | Feng Yang                              | UniversCiné        |
| 22 février       | La Malédiction de Raven's Hollow                  | Royaume-Uni         | Christopher Hatton                     | UniversCiné        |
| 23 février       | Teen Wolf: The Movie                              | États-Unis          | Russell Mulcahy                        | Paramount+         |
| 23 février       | Call Me Chihiro                                   | Japon               | Rikiya Imaizumi                        | Netflix            |
| 23 février       | Le Dirigeant                                      | Mexique             | Ariel Winograd                         | Paramount+         |
| 24 février       | Des bleus dans l'âme                              | États-Unis          | Miles Warren                           | Disney+            |
| 24 février       | BDE                                               | France, Belgique    | Michaël Youn                           | Prime Video        |
| 24 février       | We Have a Ghost                                   | États-Unis          | Christopher Landon                     | Netflix            |
| 25 février       | Messi & Maud                                      | Pays-Bas            | Marleen Jonkman                        | Arte               |
| 27 février       | Biko                                              | Malaisie            | Teng Bee                               | Netflix            |
| 28 février       | Support The Girls                                 | États-Unis          | Andrew Bujalski                        | PremiereMax        |
|                  |                                                   |                     |                                        |                    |
| 1er mars         | Ce soir, tu dormiras avec moi                     | Pologne             | Robert Wichrowski                      | Netflix            |
| 1er mars         | A corps perdu (Niemand ist bei den Kälbern)       | Allemagne           | Sabrina Sarabi                         | Arte               |
| 2 mars           | The Killer - Mission : Save The Girl              | Corée du Sud        | Choi Jae-hoon                          | UniversCiné        |
| 2 mars           | Marshrut postroen                                 | Russie              | Oleg Assadulin                         | PremiereMax        |
| 2 mars           | The Enforcer                                      | États-Unis          | Richard Hugues                         | DVD                |
| 3 mars           | Devotion                                          | États-Unis          | J. D. Dillard (en)                     | Prime Video        |
| 3 mars           | Sayen                                             | Espagne             | Alexander Witt                         | Prime Video        |
| 3 mars           | Ce sera toi                                       | Espagne             | Alauda Ruíz de Azúa                    | Netflix            |
| 4 mars           | Froid comme le marbre                             | Azerbaidjan         | Asif Rustamov                          | MUBI               |
| 5 mars           | A Letter From Kyoto                               | Corée du Sud        | Kim Min-Ju                             | MUBI               |
| 6 mars           | Sharp Stick                                       | États-Unis          | Lena Dunham                            | UniversCiné        |
| 8 mars           | Loin d'ici                                        | Allemagne           | Vanessa Jopp                           | Netflix            |
| 8 mars           | The Nocebo Effect                                 | Irlande             | Lorcan Finnegan                        | UniversCiné        |
| 8 mars           | Christopher                                       | Inde                | B. Unnikrishnan                        | Prime Video        |
| 9 mars           | Girl picture                                      | Finlande            | Alli Haapasalo                         | Filmo              |
| 9 mars           | Piège de glace                                    | Italie              | Nicola Bellucci                        | Prime Video        |
| 9 mars           | The Last Execution                                | Allemagne           | Franziska Stünkel                      | Arte               |
| 10 mars          | Luther : Soleil déchu                             | Royaume-Uni         | Jamie Payne                            | Netflix            |
| 10 mars          | Quand tout s'emballe                              | Mexique             | Yibran Asuad                           | Netflix            |
| 10 mars          | Tangos, tequilas, y algunas mentiras              | Mexique             | Diego San José et Borja Cobeaga        | Prime Video        |
| 10 mars          | Le Pari de Chang                                  | États-Unis          | Jingyi Shao                            | Disney+            |
| 14 mars          | Le Bruit des moteurs                              | Québec              | Philippe Grégoire                      | UniversCiné        |
| 15 mars          | Qodrat                                            | Indonésie, Malaisie | Imron Ayikayu et Charles Gozali        | Prime Video        |
| 15 mars          | Voisins                                           | Suisse, France      | Mano Khalil                            | Arte               |
| 16 mars          | Les Espaces sauvages                              | Canada              | Emma Catalfamo                         | UniversCiné        |
| 16 mars          | Le Prédateur                                      | Argentine           | Marco Berger                           | UniversCiné        |
| 16 mars          | Potato Dreams of America                          | États-Unis          | Wes Hurley                             | UniversCiné        |
| 17 mars          | L'Eléphante du magicien                           | États-Unis          | Wendy Rogers                           | Netflix            |
| 17 mars          | L'Étrangleur de Boston                            | États-Unis          | Matt Ruskin                            | Disney+            |
| 17 mars          | The Trade                                         | Nigeria             | Jadesola Osiberu                       | Prime Video        |
| 17 mars          | Noise                                             | Belgique, Pays-Bas  | Steffen Geypens                        | Netflix            |
| 17 mars          | Le Roi des Ombres                                 | France              | Marc Fouchard                          | Netflix            |
| 17 mars          | Fermati qui                                       | Italie              | Luca Solina                            | Prime Video        |
| 17 mars          | Kuttey                                            | Inde                | Aasmaan Bhardwaj                       | Netflix            |
| 17 mars          | Le Meilleur pays du monde                         | Québec              | Ky Nam le Duc                          | Prime Video        |
| 17 mars          | Sun Cry Moon                                      | Afrique du Sud      | Philip Rademeyer                       | Netflix            |
| 18 mars          | A Most Annoying Island                            | Pays-Bas            | Albert Jan van Rees                    | Arte               |
| 22 mars          | Lucero                                            | Espagne             | Norberto Ramos del Val                 | Netflix            |
| 22 mars          | L'Aube des furies                                 | Viet Nam            |                                        | Netflix            |
| 24 mars          | De haut vol                                       | Inde                | Ajay Singh                             | Netflix            |
| 24 mars          | Winnie-the-Pooh: Blood and Honey                  | États-Unis          | Rhys Frake-Waterfield                  | DVD                |
| 24 mars          | Quatorze jours                                    | Italie              | Ivan Cotroneo                          | Paramount+         |
| 24 mars          | Perfect Addiction                                 | États-Unis          | Castille Landon (en)                   | Prime Video        |
| 29 mars          | Vengeance                                         | États-Unis          | B. J. Novak                            | UniversCiné        |
| 29 mars          | Martyrs Lane                                      | Royaume-Uni         | Ruth Platt                             | UniversCiné        |
| 29 mars          | Hansan : La Bataille du dragon                    | Corée du Sud        | Kim Han-min                            | UniversCiné        |
| 29 mars          | PussyCake                                         | Argentine           | Pablo Parés                            | Canal+             |
| 30 mars          | Wildhood                                          | Canada              | Bretten Hannam                         | UniversCiné        |
| 30 mars          | Lola Igna                                         | Philippines         | Eduardo W Roy Jr                       | Netflix            |
| 31 mars          | Breaking                                          | États-Unis          | Abi Damaris Corbin                     | UniversCiné        |
| 31 mars          | Murder Mystery 2                                  | États-Unis          | Jeremy Garelick                        | Netflix            |
| 31 mars          | Kill Bok-soon                                     | Corée du Sud        | Byun Sung-hyun                         | Netflix            |
| 31 mars          | Tetris                                            | États-Unis          | Jon S. Baird                           | Apple TV+          |
| 31 mars          | Please Baby Please                                | États-Unis          | Amanda Kramer                          | MUBI               |
| 31 mars          | Toi & Moi ?                                       | États-Unis          | Raine Allen Miller                     | Disney+            |
| 31 mars          | Un bal pour Harvard                               | États-Unis          | Anya Adams                             | Disney+            |
| 31 mars          | Fabian                                            | Allemagne           | Dominik Graf                           | Arte               |
|                  |                                                   |                     |                                        |                    |
| 1er avril        | Acts of Love                                      | France              | Francis Leplay et Isidore Bethel       | UniversCiné        |
| 1er avril        | Ons                                               | Espagne             | Alfonso Zarauza                        | Filmo              |
| 3 avril          | Blue, Painful and Brittle                         | Japon               | Shunsuke Kariyama                      | Netflix            |
| 3 avril          | Monster Run                                       | Chine               | Wong Chi-Hang                          | Netflix            |
| 3 avril          | Sew the winter to my skin                         | Afrique du Sud      | Jahmil X.T. Qubeka                     | Netflix            |
| 4 avril          | Faraaz                                            | Inde                | Hansal Mehta                           | Netflix            |
| 5 avril          | One More Shot                                     | Chine               | Tāng Qiáo-Jiā                          | DVD                |
| 6 avril          | Occhiali neri (Lunettes noires)                   | Italie              | Dario Argento                          | Canal+             |
| 7 avril          | Operation Fortune: Ruse de guerre                 | Royaume-Uni         | Guy Ritchie                            | Prime Video        |
| 7 avril          | Chupa                                             | Mexique             | Jonás Cuarón                           | Netflix            |
| 7 avril          | Oh Belinda                                        | Turquie             | Deniz Yorulmazer                       | Netflix            |
| 7 avril          | Les Rois de Mulberry Street - Au cœur de l'action | Afrique du Sud      | Judy Naidoo                            | Netflix            |
| 7 avril          | Fix Us                                            | Nigeria             | Pascal Amanfo                          | Netflix            |
| 7 avril          | Gangs of Lagos                                    | Nigeria             | Jadesola Osiberu                       | Prime Video        |
| 8 avril          | Hunger                                            | Thaïlande           | Sitisiri Mongkolsiri                   | Netflix            |
| 10 avril         | Margrete : Reine du Nord                          | Suède               | Charlotte Sieling                      | Canal VOD          |
| 11 avril         | The Execution                                     | Russie              | Lado Kvataniya                         | Canal+             |
| 11 avril         | Savage Salvation                                  | États-Unis          | Randall Emmett                         | Filmo              |
| 12 avril         | Flirt avec l'extrême                              | Pologne             | Piotr Kumik                            | Netflix            |
| 12 avril         | Daniel Isn't Real                                 | États-Unis          | Adam Egypt Mortimer                    | Shadowz            |
| 12 avril         | House Party                                       | États-Unis          | Calmatic                               | Canal VOD          |
| 12 avril         | Watcher                                           | États-Unis          | Chloe Okuno                            | UniversCiné        |
| 12 avril         | Burial                                            | Royaume-Uni         | Ben Parker                             | UniversCiné        |
| 13 avril         | Klondike                                          | Ukraine             | Maryna Er Gorbach                      | Filmo              |
| 13 avril         | Briller ma flamme                                 | Mexique             | Jon Garcia                             | UniversCiné        |
| 13 avril         | The Old Way                                       | États-Unis          | Brett Donowho                          | UniversCiné        |
| 13 avril         | Aime-moi!                                         | Israël              | Eyal Kantor                            | UniversCiné        |
| 13 avril         | Le Fantôme du sauna                               | Espagne             | Luis Navarrete                         | UniversCiné        |
| 14 avril         | The Last Kingdom : Sept rois doivent mourir       | Royaume-Uni         | Edward Bazalgette                      | Netflix            |
| 14 avril         | Phenomena                                         | Espagne             | Carlos Therón                          | Netflix            |
| 14 avril         | El Suplente                                       | Argentine           | Diego Lerman                           | Netflix            |
| 14 avril         | Reines en fuite                                   | Mexique             | Jorge Macaya                           | Netflix            |
| 14 avril         | Amigos                                            | Inde                | Rajendra Reddy                         | Netflix            |
| 14 avril         | Shehzada                                          | Inde                | Rohit Dhawan                           | Netflix            |
| 14 avril         | Le Grand pardon                                   | Turquie             | İbrahim Büyükak                        | Disney+            |
| 14 avril         | At Midnight                                       | États-Unis          | Jonah Feingold                         | Paramount+         |
| 14 avril         | Somewhere over the chemtrails                     | Tchéquie            | Adam Rybanský                          | UniversCiné        |